# Koster (Südafrika)
Koster ist eine Stadt in der südafrikanischen Provinz Nordwest (North West). Sie ist Verwaltungssitz der Gemeinde Kgetlengrivier im Distrikt Bojanala Platinum.

## Geographie
2011 hatte Koster 2342 Einwohner, zusammen mit dem nördlich anliegenden Township Reagile 19.499 Einwohner. Die Stadt liegt 58 Kilometer südwestlich von Rustenburg und 72 Kilometer westnordwestlich von Magaliesburg. Der Ort liegt an der Wasserscheide zwischen Oranje und Limpopo.

## Geschichte
Koster wurde 1913 auf dem Gelände der Farm Kleinfontein gegründet. Die Namensherkunft ist ungeklärt. Der Ort wurde nach Bastiaan Koster, dem ursprünglichen Besitzer der Farm, oder nach Herman Jacob Koster, ehemaliger Oberstaatsanwalt der Südafrikanischen Republik, oder nach dem damaligen Landvermesser benannt.

## Wirtschaft und Verkehr
Um Koster wird vor allem Landwirtschaft betrieben. In Koster steht das Koster Hospital.
Koster liegt an der Fernstraße R52, die von Rustenburg nach Lichtenburg im Südwesten führt, und der R509, die Swartruggens im Nordwesten mit Magaliesburg verbindet.
Koster besitzt einen Bahnhof an der Strecke Johannesburg–Mahikeng, die im Güterverkehr bedient wird. Die Bahnstrecke führt im Raum Koster entlang der R509.